# Cataglyphis rosenhaueri
Cataglyphis rosenhaueri é uma espécie de inseto do gênero Cataglyphis, pertencente à família Formicidae.